# Maison de la Lieutenance
La maison de la Lieutenance est située à Cognac en Charente, rue Grande au cœur de la ville médiévale.

## Historique
La maison de la Lieutenance a été reconstruite à la fin du XVe siècle ou au début du XVIe siècle. Elle doit son nom à son premier occupant, le lieutenant-général de Cognac, Pierre de Lacombe, qui y a résidé de[1603 à 1624 (Cognac était alors une sénéchaussée secondaire d'Angoulême). La fontaine a été déplacée de quelques mètres en 1865. 
La maison de la Lieutenance fit office de point de vente des cognacs Prunier pendant l'entre-deux-guerres. En 1970, elle fut rachetée par la société Prunier. Elle accueillait alors une boutique de musique classique et d'enceintes acoustiques, puis un cordonnier. C'est un atelier de reliure qui loue actuellement son rez-de-chaussée. 
La maison de la Lieutenance fait l’objet d’un classement au titre des monuments historiques depuis le 23 octobre 1933.

## Architecture

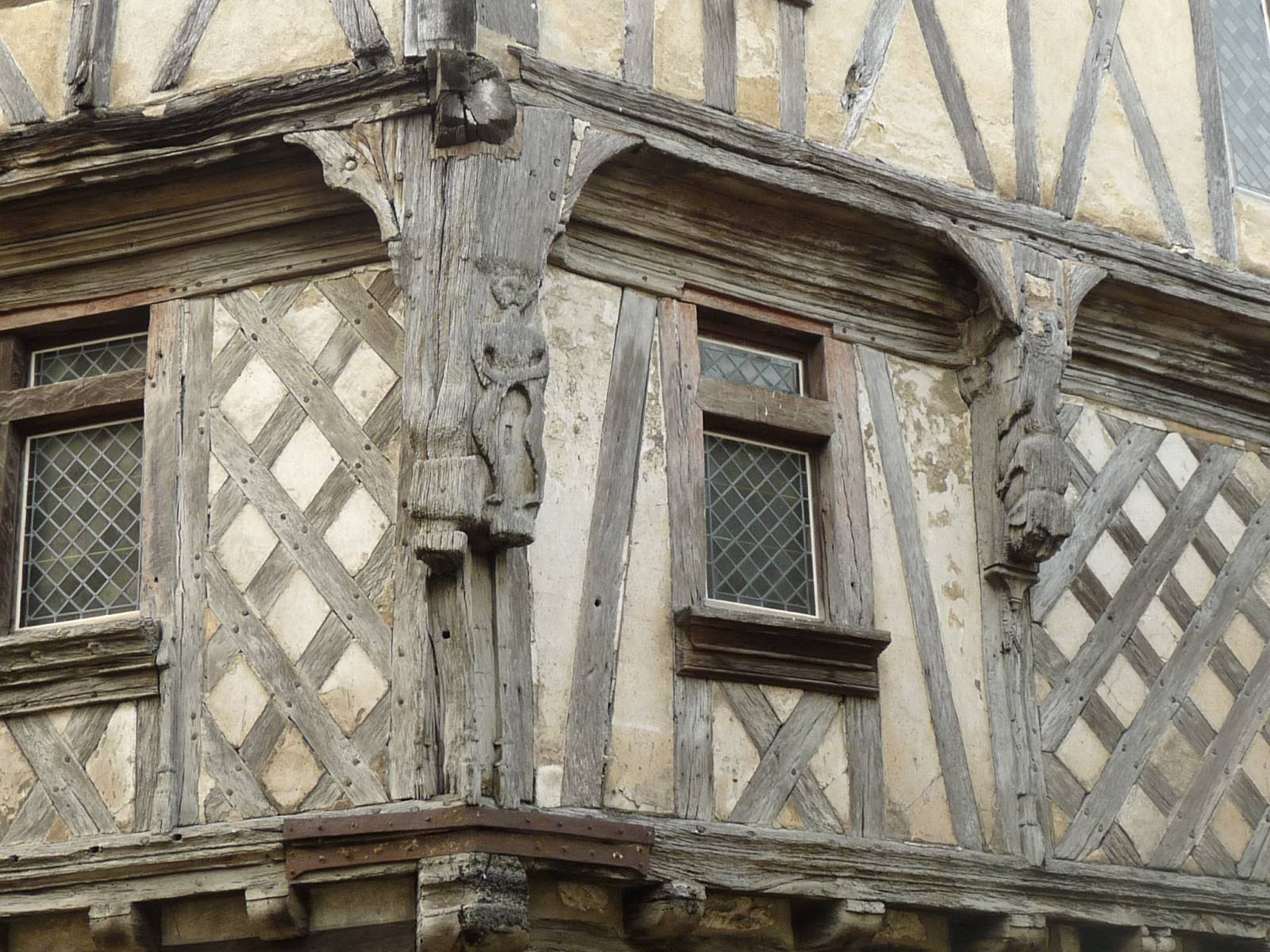
Sculptures sur poteaux.

La maison de la Lieutenance, appelée aussi maison Lestrade, est une figure emblématique de l'architecture du Moyen Âge. Le rez-de-chaussée est en pierre de taille et les deux étages en pans de bois et maçonnerie légère. Les pièces du sous-sol sont en partie voûtées. La tour d'escalier daterait du XVe siècle.
Les poteaux sont ornés de sculptures, personnages, têtes humaines et animales. Les murs intérieurs sont ornés de diverses peintures d'oiseaux, feuillages, volutes qui correspondraient à des remaniements intérieurs au XVIIe siècle.
Une baie de plein-cintre a été ouverte au sud-est qui assure l'éclairement de l'atelier de reliure qui occupe le rez-de-chaussée.